# Kreischa

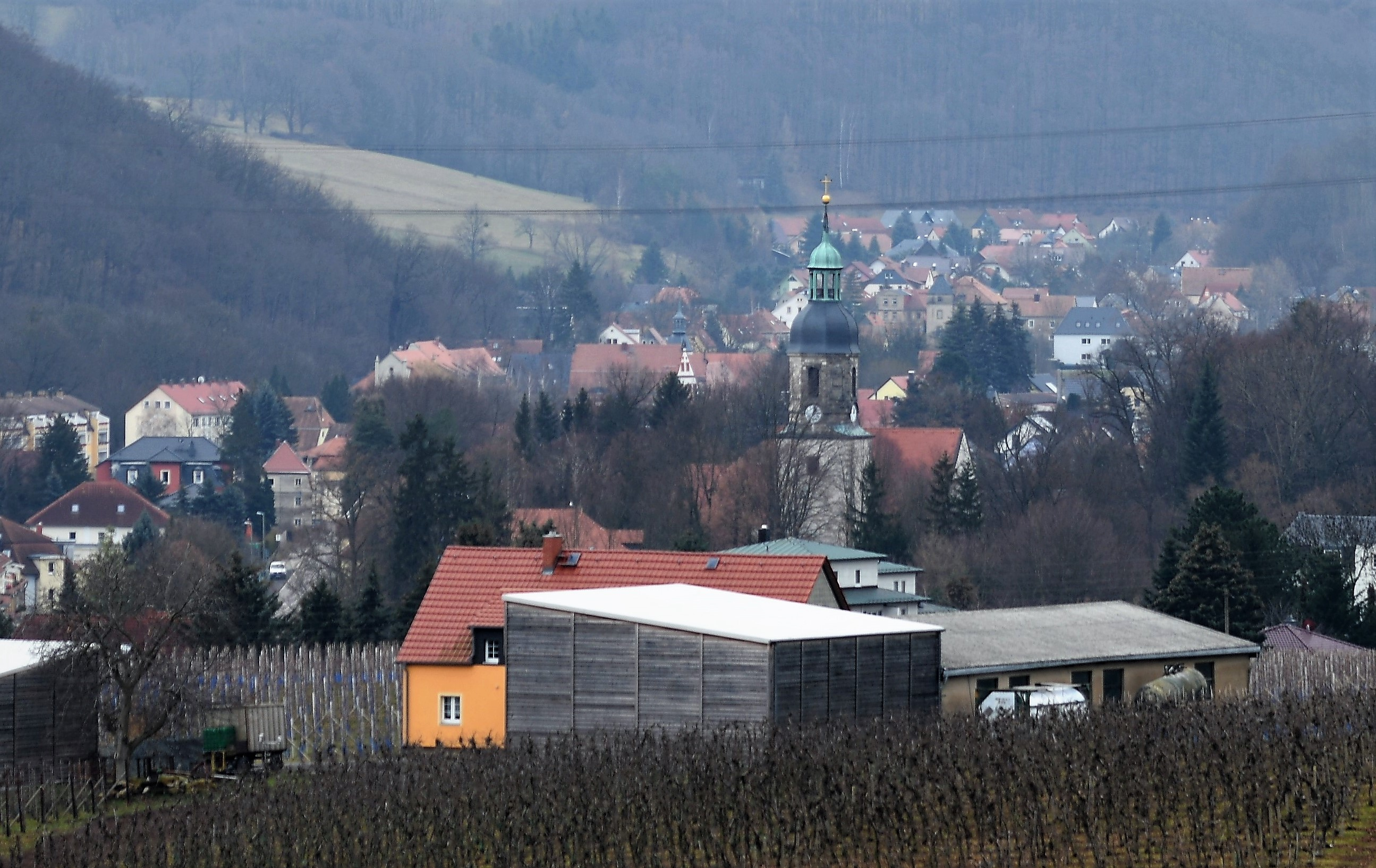
Blick auf Kreischa

Kreischa ist eine Gemeinde im Landkreis Sächsische Schweiz-Osterzgebirge in Sachsen und ist südlich von Dresden im Tal des Lockwitzbaches gelegen.

## Geographie

### Gemeindegliederung
Zur Gemeinde gehören die Ortsteile:
- Babisnau
- Bärenklause
- Brösgen
- Gombsen
- Kautzsch
- Kleba
- Kleincarsdorf
- Kreischa
- Lungkwitz
- Quohren
- Saida
- Sobrigau
- Theisewitz
- Wittgensdorf
- Zscheckwitz

### Wüstungen
Auf Kreischaer Flur liegen die möglicherweise identischen Wüstungen Olberndorf und Pfütze. Olberndorf hatte Anteil an den Fluren von Röhrsdorf, Pfütze hatte neben Röhrsdorf auch an den Fluren von Wittgensdorf, Großborthen und Gombsen Anteil. Die Rittergüter von Röhrsdorf und Borthen übten die Grundherrschaft aus.

### Geologie

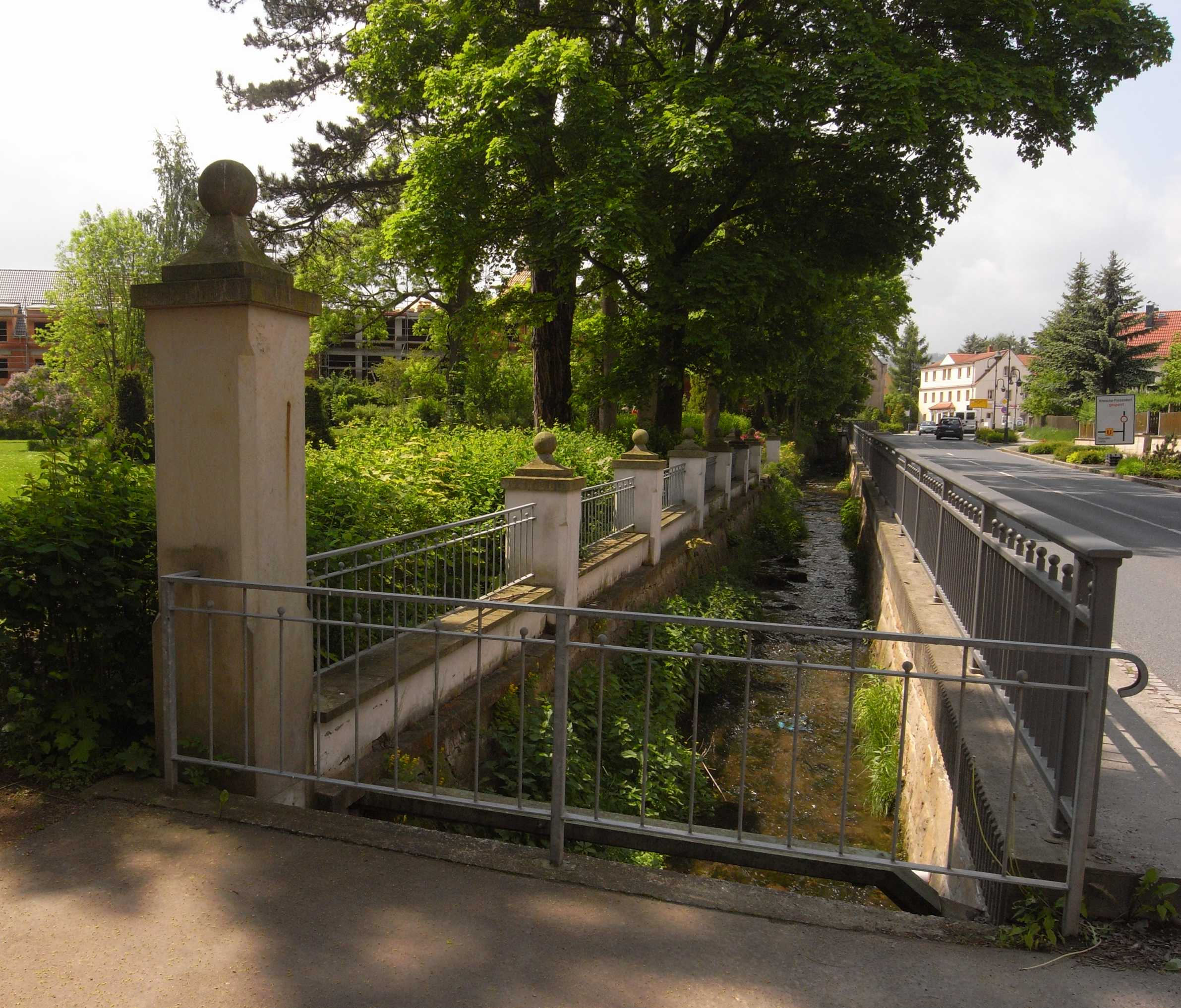
Lauf des Quohrener Baches am Kurpark

Der Landschaftsraum von Kreischa gehört der nordöstlichen Abdachung des Erzgebirges an. Die Gemeinde befindet sich im Döhlener Becken dessen Rotliegend-Sedimente die Gneise des östlichen Erzgebirges von der Elbtalkreide trennen. Die Rotliegend-Schichten enthalten Steinkohleflöze, die jedoch nach heutigen Maßstäben nicht lohnend abbaubar sind. In der Vergangenheit wurde jedoch, wenngleich in wesentlich geringerem Ausmaß als im benachbarten Freital, auch in der Gegend um Kreischa Steinkohlebergbau betrieben. Davon zeugen der ehemalige Cotta-Schacht zwischen Kleinkarsdorf und Quohren sowie der Dippold-Schacht an der Hornschänke. In einigen alten Mauern des Kirchgrundstückes und am Lungkwitzer Gut sind rötliche, geschichtete Sandsteine des Rotliegend verbaut worden, die in der Umgebung gebrochen wurden.

### Geomorphologie
Bei Kreischa mündet das Quohrener Wasser, das die Hauptachse des Ortes bildet, in den Lockwitzbach. Die Talungen, die diese beiden Gewässer ausgeräumt haben, werden zusammen mit dem flachwelligen Areal in der Umgebung von Kreischa als „Kreischaer Becken“ bezeichnet. Die südöstliche Grenze des Beckens wird von einem Höhenrücken nahe der Karsdorfer Verwerfungslinie mit dem Wilischberg (Basalt) gebildet. Das Naturdenkmal Babisnauer Pappel markiert in etwa den nördlichen Rand des Beckens. Das Kreischaer Becken wird durch den Lockwitzbach und seine Zuflüsse durch den Lockwitzgrund zur Elbe hin entwässert.

### Klima
Kreischa liegt mit seinem humiden Klima in der kühl-gemäßigten Klimazone. Die Gemeinde befindet sich im Übergangsbereich zwischen dem feuchten atlantischen und dem trockenen Kontinentalklima. Nach der Klimaklassifikation von Köppen-Geiger zählt Kreischa zum gemäßigten Ozeanklima (Cfb-Klima). Dabei bleibt die mittlere Lufttemperatur des wärmsten Monats unter 22 °C und die des kältesten Monats über −3 °C.
Die Niederschlagsmenge beträgt im durchschnittlichen Jahresmittel 610 mm, wobei ein Übergewicht im Sommer zu verzeichnen ist. Der Juli ist mit 80 mm der niederschlagreichste Monat. Im Februar fällt mit durchschnittlich 33 mm der wenigste Niederschlag. Über das gesamte Jahr ergibt sich eine mittlere Temperatur von 8,3 °C. Der Juli ist mit durchschnittlich 17,7 °C, aus klimatologischer Sicht, der wärmste Monat im Jahresverlauf. Im Januar sind die niedrigsten Temperaturen mit durchschnittlich −1,4 °C zu verzeichnen.
|                        | Jan  | Feb  | Mär  | Apr  | Mai  | Jun  | Jul  | Aug  | Sep  | Okt  | Nov | Dez  |   |      |
| Mittl. Temperatur (°C) | −1,4 | −0,4 | 3,2  | 7,7  | 12,6 | 16,0 | 17,7 | 17,3 | 13,8 | 9,1  | 3,7 | 0,3  | ⌀ | 8,3  |
| Mittl. Tagesmax. (°C)  | 1,0  | 2,5  | 6,9  | 12,3 | 17,6 | 21,0 | 22,6 | 22,3 | 18,1 | 12,6 | 6,2 | 2,4  | ⌀ | 12,2 |
| Mittl. Tagesmin. (°C)  | −3,7 | −3,3 | −0,4 | 3,2  | 7,6  | 11,1 | 12,8 | 12,4 | 9,5  | 5,7  | 1,3 | −1,8 | ⌀ | 4,6  |
|                        |      |      |      |      |      |      |      |      |      |      |     |      |   |      |
| Niederschlag (mm)      | 35   | 33   | 38   | 46   | 59   | 72   | 80   | 68   | 48   | 43   | 43  | 45   | Σ | 610  |

| −3,7 |

| −3,3 |

| −0,4 |

| 3,2 |

| 7,6 |

| 11,1 |

| 12,8 |

| 12,4 |

| 9,5 |

| 5,7 |

| 1,3 |

| −1,8 |

| −3,7 |

| −3,3 |

| −0,4 |

| 3,2 |

| 7,6 |

| 11,1 |

| 12,8 |

| 12,4 |

| 9,5 |

| 5,7 |

| 1,3 |

| −1,8 |

| N i e d e r s c h l a g | 35  | 33  | 38  | 46  | 59  | 72  | 80  | 68  | 48  | 43  | 43  | 45  |
|                         | Jan | Feb | Mär | Apr | Mai | Jun | Jul | Aug | Sep | Okt | Nov | Dez |

### Schutzgebiete
- Landschaftsschutzgebiet „Lockwitztal und Gebergrund“
- Landschaftsschutzgebiet „Dippoldiswalder Heide und Wilisch“
- FFH-Gebiet „Lockwitzgrund und Wilisch“: Das 309 ha große europäische Schutzgebiet umfasst das Tal des Lockwitzbaches und seiner Zuflüsse Wilischbach und Hirschbach in zwei getrennten Teilbereichen. Die Lebensräume sind größtenteils bewaldete Hänge mit vielfältigen Laubholzbeständen, offenen Felsbildungen und im Norden auch Streuobstwiesen.[6]

## Verkehr
Durch Kreischa führen die sächsischen Staatsstraßen 36 und 183. Nächster Autobahnanschluss ist „Heidenau/Sa.“ an der Bundesautobahn 17. Die nächste Bahnstation befindet sich mit Dresden-Niedersedlitz im Netz der S-Bahn Dresden. Bis 1977 verband die Lockwitztalbahn Kreischa mit dem Bahnhof. Regionalverkehr Sächsische Schweiz-Osterzgebirge und Dresdner Verkehrsbetriebe betreiben die gemeinsame Buslinie 86/386/162. Diese verbindet Kreischa im 20-Minuten-Takt mit dem S-Bahnhof Dresden-Dobritz und Prohlis. Die Linie 386 verläuft ab Kreischa nach Glashütte, die Linie 162 weiter nach Freital, während die Linie 86 in Kreischa endet.

## Geschichte

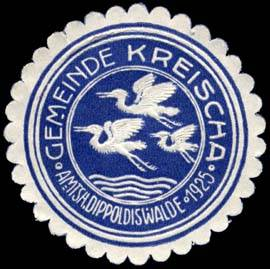
Siegelmarke der Gemeinde Kreischa

Im Jahre 1282 fand sich die erste urkundliche Erwähnung des Ortes im Namen eines Heinricus de Kryschowe. Der Ortsname kann von altslawischen Wurzeln als „Dorf des Krummen, Lahmen“ interpretiert werden.
Das Dorf Kreischa bestand ursprünglich aus den Ortsteilen
- Niederkreischa, ein Reihendorf mit Gutsblöcken und Blockparzellen
- Mittelkreischa, ein einreihiges Waldhufendorf
- Oberkreischa, ebenfalls ein einreihiges Waldhufendorf

Im Jahr 1378 gehörte der Ort zum castrunm Dresden, um 1440 wohl an der Grenze der Pflege Dohna und der Pflege Dresden. Im Jahr 1539 wurde die erste (lutherische) Kirchgemeinde in Kreischa erwähnt. Im Jahr 1547 ist die Grundherrschaft auf zwei Rittergüter Oberkreischa und Unterkreischa aufgeteilt. Von 1547 bis 1856 gehörte Oberkreischa (1620: „Gros Kreuscha“) zum Amt Dresden, das vormals dohnaische Unterkreischa („Klein Kreuscha“) sowie der zum Rittergut Zehista gehörige Grund zum Amt Pirna.
Im Jahr 1834 erhielt der Ort Marktrechte. Im Jahr 1856 gehörte Kreischa zum Gerichtsamtsbezirk Dippoldiswalde und von 1875 bis 1952 zur Amtshauptmannschaft Dippoldiswalde.
In dieser Zeit entwickelte sich der Ort zur Sommerfrische und zum Luftkurort vor den Toren Dresdens. Durch den Lockwitzgrund wurde eine Überlandstraßenbahn, die „Lockwitztalbahn“, gebaut, die von 1904 bis 1977 in Betrieb war.
Im Jahre 1952 wurden Kreischa und die heutigen Ortsteile Teil des Kreises Freital (später Landkreis). Eingemeindet wurden 1973 die Gemeinden Gombsen, Kleincarsdorf, Lungkwitz, Quohren und Theisewitz.
Im Jahre 1994 wurden die Gemeinden Bärenklause-Kautzsch und Sobrigau eingemeindet und Kreischa wurde Teil des neugebildeten Weißeritzkreises. Im Jahre 2001 wurde die evangelische Kirchgemeinde Kreischa in das Kirchspiel Possendorf-Kreischa integriert. Im Jahre 2008 wurde die Gemeinde Kreischa Teil des neugebildeten Landkreises Sächsische Schweiz-Osterzgebirge.

## Wappen
| Wappen von Kreischa | Blasonierung: „Gespalten von Grün und Gold; im rechten Feld auf einen dreimal von Silber und Blau geteilten Wellenschildfuß ein aus der Spaltung hervorkommender silberner Fächer; im linken Feld eine schwarze, in Form eines linken Oberständers auslaufende, rechte Pfahlflanke links begleitet von einem schwarzen Pappelblatt.“ |
| Wappen von Kreischa | Wappenbegründung: Das Wasser (Wellenschildfuß) repräsentiert die fischreiche und landschaftsprägende Lockwitz, die Quelle (Fächer) den „Schlafbrunnen“, dessen Wasser heilende Wirkung besitzen soll. Weit über die Ortsgrenzen von Kreischa hinaus ist die Babisnauer Pappel sichtbar, eine deutsche Schwarzpappel (es gibt nur zwei genetisch reine Schwarzpappeln im Dresdner Raum)‚ welche 1808 als Grenzbaum gepflanzt wurde. Die Fällung der Pappel wurde 1884 durch den Kauf des Gebirgsvereins verhindert. 1937 wurde sie unter Naturschutz gestellt. Die Darstellung des Baumes (als Deichsel) geht auf eine kabbalistische, altgermanische und astrologische Grundbedeutung zurück. Diese ist angelehnt an der des Wappens der von Carlowitz (Rittergutbesitzer und Adelsgeschlecht), dessen Farben Schwarz auf silbernem Grund sind. Die Farben schwarz-golden stehen für die Nähe zu Dresden und grün-silbern spiegeln die Sachsenfarben wider. |

## Entwicklung der Einwohnerzahl
| Jahr | Einwohnerzahl                             |
| ---- | ----------------------------------------- |
| 1547 | 33 besessene Mann, 11 Gärtner             |
| 1764 | 10 besessene Mann, 16 Gärtner, 57 Häusler |
| 1834 | 0872                                      |
| 1871 | 1410                                      |
| 1890 | 1708                                      |
| 1910 | 2079                                      |
| 1925 | 2154                                      |
| 1939 | 2165                                      |
| 1946 | 2659                                      |
| 1950 | 2687                                      |
| 1964 | 2210                                      |

| Jahr | Einwohner |
| ---- | --------- |
| 1990 | 3199      |
| 1995 | 3755      |
| 2000 | 4433      |
| 2005 | 4478      |
| 2010 | 4418      |
| 2015 | 4509      |
| 2020 | 4533      |

## Politik

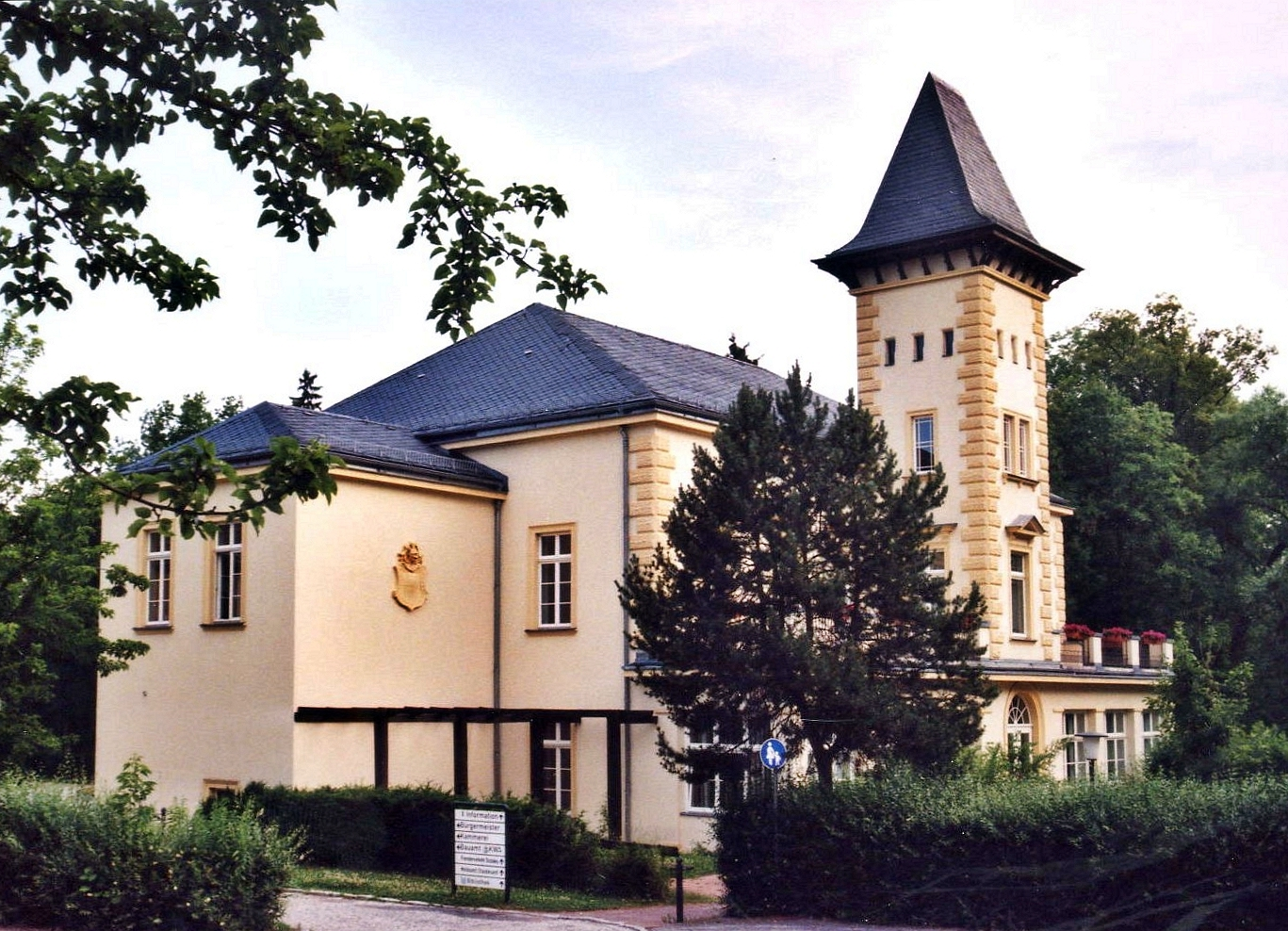
Das Rathaus (ehemaliges Herrenhaus)

- Linke: 1
- FBK: 9
- CDU: 1
- AfD: 5

### Gemeinderat
Seit der Gemeinderatswahl am 9. Juni 2024 verteilen sich die 16 Sitze des Gemeinderates folgendermaßen auf die einzelnen Gruppierungen:
- Freie Bürgervertretung Kreischa e. V. (FBK): 9 Sitze
- AfD: 5 Sitze
- CDU: 1 Sitz
- Linke: 1 Sitz

| Liste                               | 2024   | 2024   | 2019   | 2019   | 2014   | 2014   |
| Liste                               | Sitze  | in %   | Sitze  | in %   | Sitze  | in %   |
| ----------------------------------- | ------ | ------ | ------ | ------ | ------ | ------ |
| Freie Bürgerbewegung Kreischa e. V. | 9      | 53,1   | 9      | 53,7   | 11     | 54,6   |
| AfD                                 | 5      | 35,5   | 5      | 28,8   | –      | –      |
| CDU                                 | 1      | 5,8    | 1      | 10,3   | 05     | 27,8   |
| Linke                               | 1      | 5,7    | 1      | 7,2    | 01     | 14,1   |
| FDP                                 | –      | –      | –      | –      | –      | 3,6    |
| Wahlbeteiligung                     | 75,6 % | 75,6 % | 75,2 % | 75,2 % | 58,5 % | 58,5 % |

### Bürgermeister
Bürgermeister Frank Schöning wurde am 12. Juni 2022 mit 94,2 % der Stimmen wiedergewählt.
| Wahl | Bürgermeister   | Vorschlag | Wahlergebnis (in %) |
| ---- | --------------- | --------- | ------------------- |
| 2022 | Frank Schöning  | FBK       | 94,2                |
| 2015 | Frank Schöning  | FBK       | 96,6                |
| 2008 | Frank Schöning  | FBK       | 82,2                |
| 2001 | Frank Schöning  | FBK       | 63,5                |
| 1994 | Günther Schmidt | FBV e. V. | 73,8                |

### Städtepartnerschaften
Kreischa pflegt partnerschaftliche Beziehungen zu
- Loffenau (Landkreis Rastatt) in Baden-Württemberg, seit 1990
- Háj u Duchcova (Nordböhmen) in der Tschechischen Republik, seit 2005

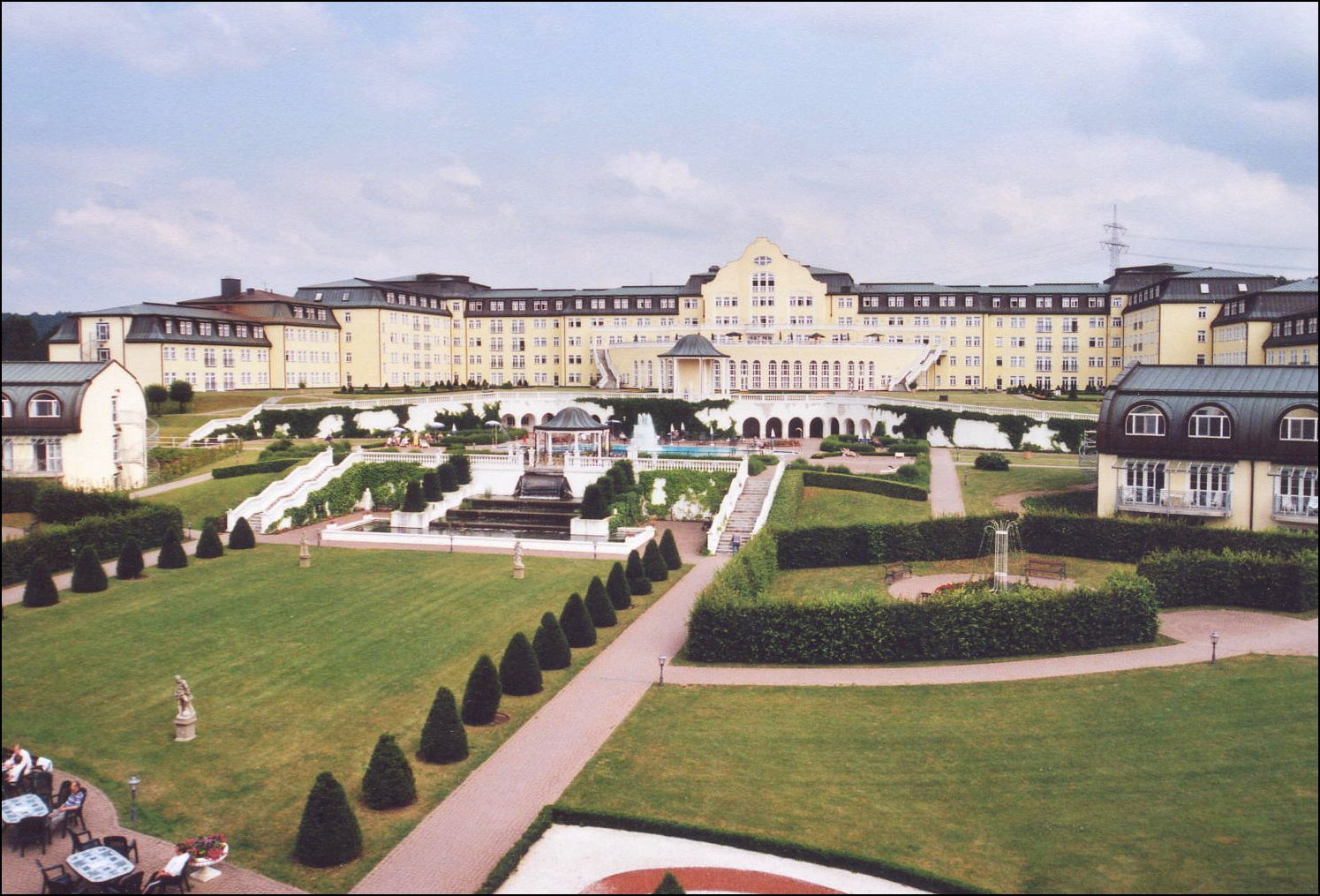
Klinik Bavaria

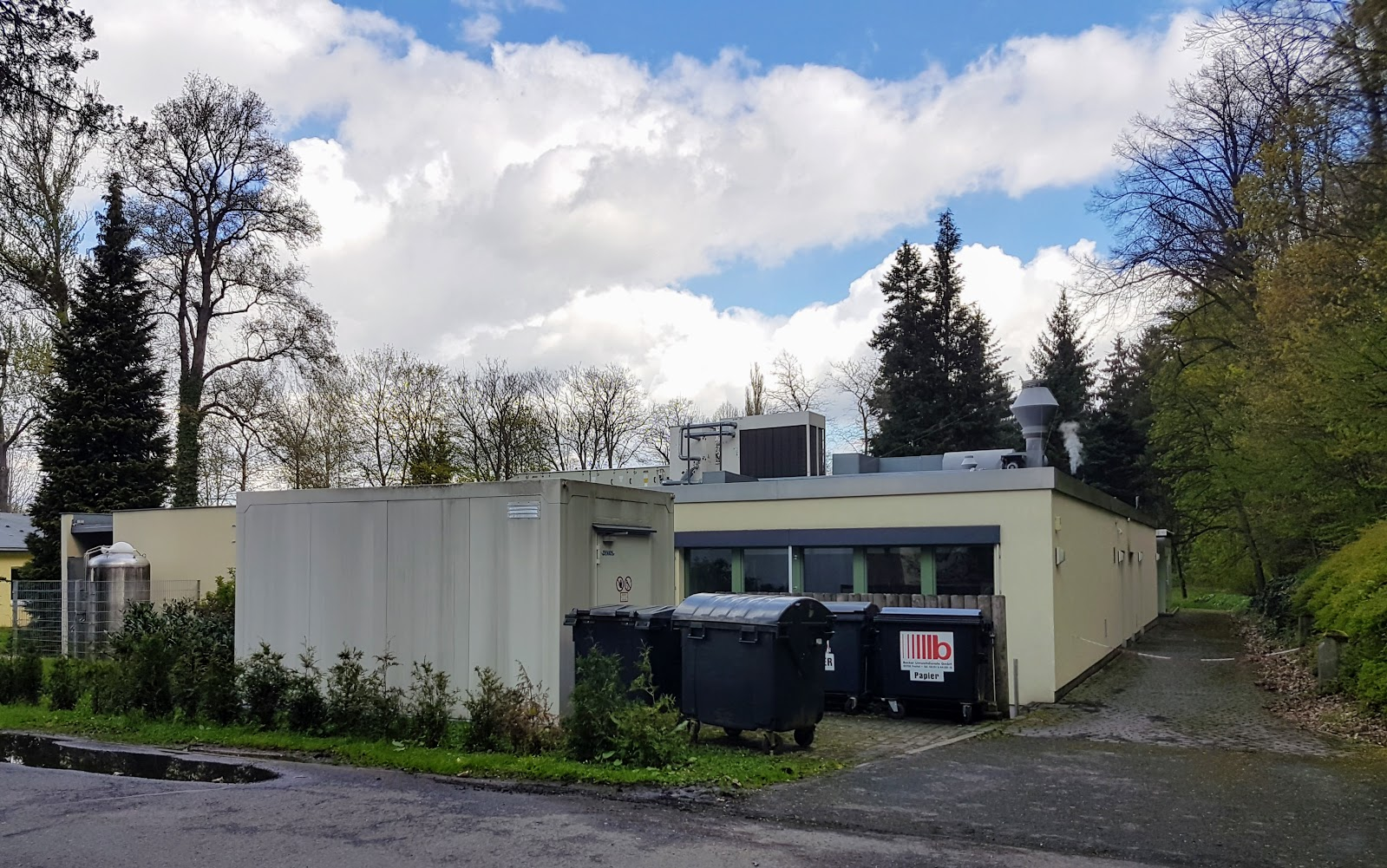
Institut für Dopinganalytik und Sportbiochemie Dresden in Kreischa (2017)

## Wirtschaft
Größter Arbeitgeber am Ort ist die Klinik Bavaria. Von überregionaler Bekanntheit ist zudem das Institut für Dopinganalytik und Sportbiochemie, ein WADA-anerkanntes Dopingkontrolllabor, das aus dem Zentralinstitut mit Rehabilitationszentrum und Dopingkontrolllabor (siehe auch: Sportmedizinischer Dienst der DDR) hervorgegangen ist.

## Kultur und Sehenswürdigkeiten

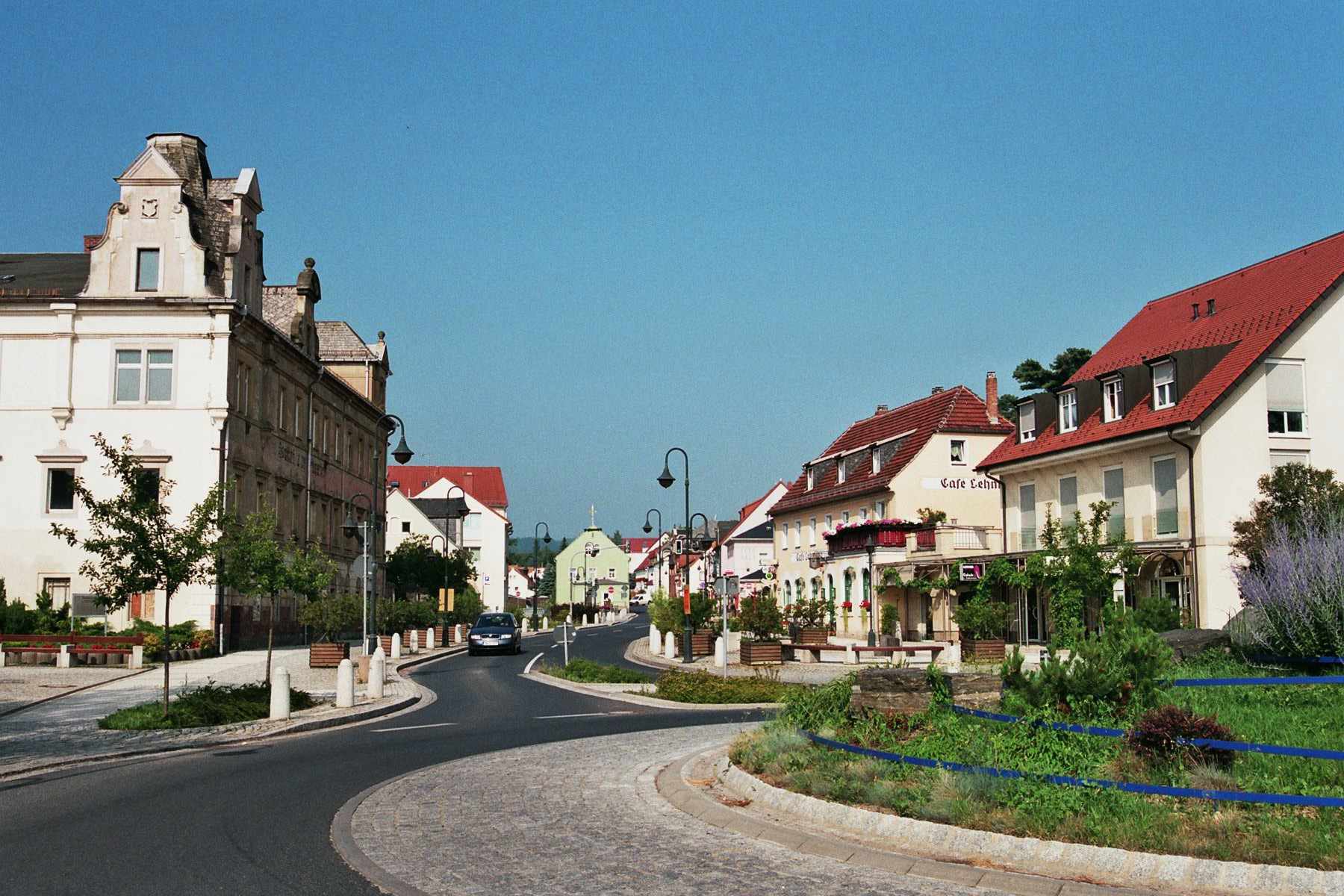
Der Haußmannplatz

### Bauwerke
- Herrenhaus des ehemaligen Rittergutes Oberkreischa: um 1840/50 durch Umbau im klassizistischen Stil entstanden, heute Sitz der Gemeindeverwaltung und Bibliothek
- Evangelische Pfarrkirche Kreischa: Das romanische Gotteshaus wurde nach kunsthistorischer Forschung bereits nach 1150 errichtet und 1516 umgebaut. Der saalartige Grundriss und die starke Verbreitung derartiger Kirchen während der Kolonisierungsphase in der Markgrafenschaft Meißen lässt auf das hohe Alter der Pfarrkirche schließen. Etliche Architekturelemente deuten auf eine romanische Entstehungszeit. Die romanische Prägung wurde durch eine Reihe von Umbaumaßnahmen verändert. Der achteckige Turmaufsatz mit Schweifkuppe gibt dem Sakralbau ein barockes Äußeres.[14]
- Gänselieselbrunnen Kreischa: 1911 zu Ehren von Ferdinand Haußmann (Besitzer des Kreischaer Rittergutes, Gemeinderat und Ortsrichter) errichtet, Bronzeplastik von Bildhauer Max Dittert
- Altes Sanatorium Kreischa
- Schloss und Stiftsgut Lungkwitz: aus einer alten Wasserburg hervorgegangene Anlage, Schloss 1619–1621 erbaut, nach längerem Leerstand erfolgte die Sanierung, welche im November 2014 fertiggestellt wurde. Das Objekt ist heute ein Wohnkomplex.
- Der alte Gasthof „Zum Erbgericht“ am Haußmannplatz in der Ortsmitte von Kreischa

### Kreischaer Parkanlage
Die Kreischaer Parkanlage im Umfeld des historischen Herrenhauses, dem heutigen Rathaus, wurde von Gräfin Fredericke von Reinhold zwischen 1786 und 1825 angelegt. Es befinden sich unter anderem zwei Büsten im Kurpark: die Robert-Schumann-Büste wurde 1997 durch den Kunst- und Kulturverein „Robert Schumann“ Kreischa e. V. errichtet, die Peter-Schreier-Büste aus Bronze von Bildhauer Hans Kazzer.

### Naturdenkmäler
- Babisnauer Pappel (Baum)
- Wilisch (Berg, 476 Meter)
- Quohrener Kipse (Berg, 452 Meter)

- Siehe auch: Liste der Naturdenkmale in Kreischa

## Galerie

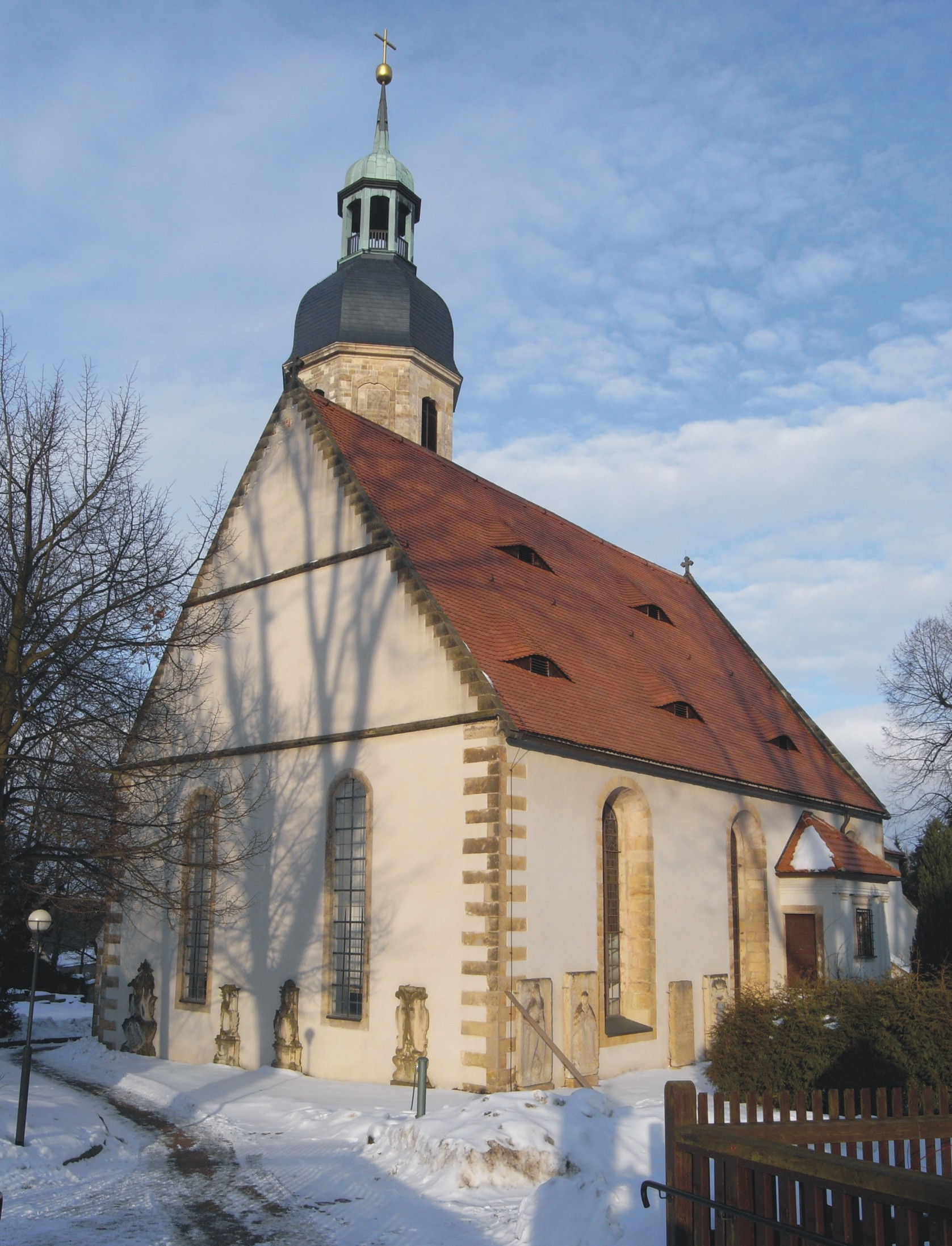
Evangelische Pfarrkirche
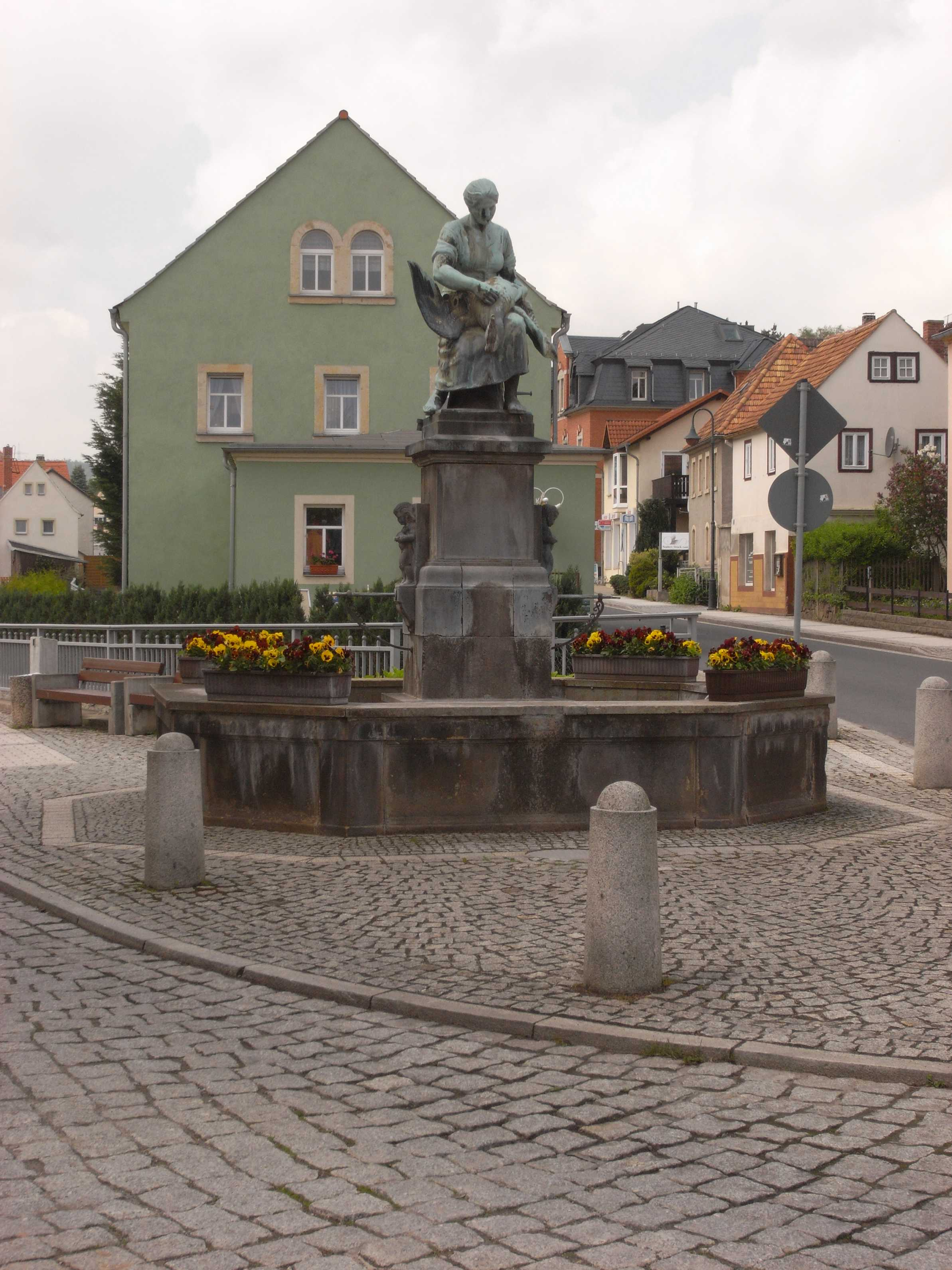
Der Gänselieselbrunnen
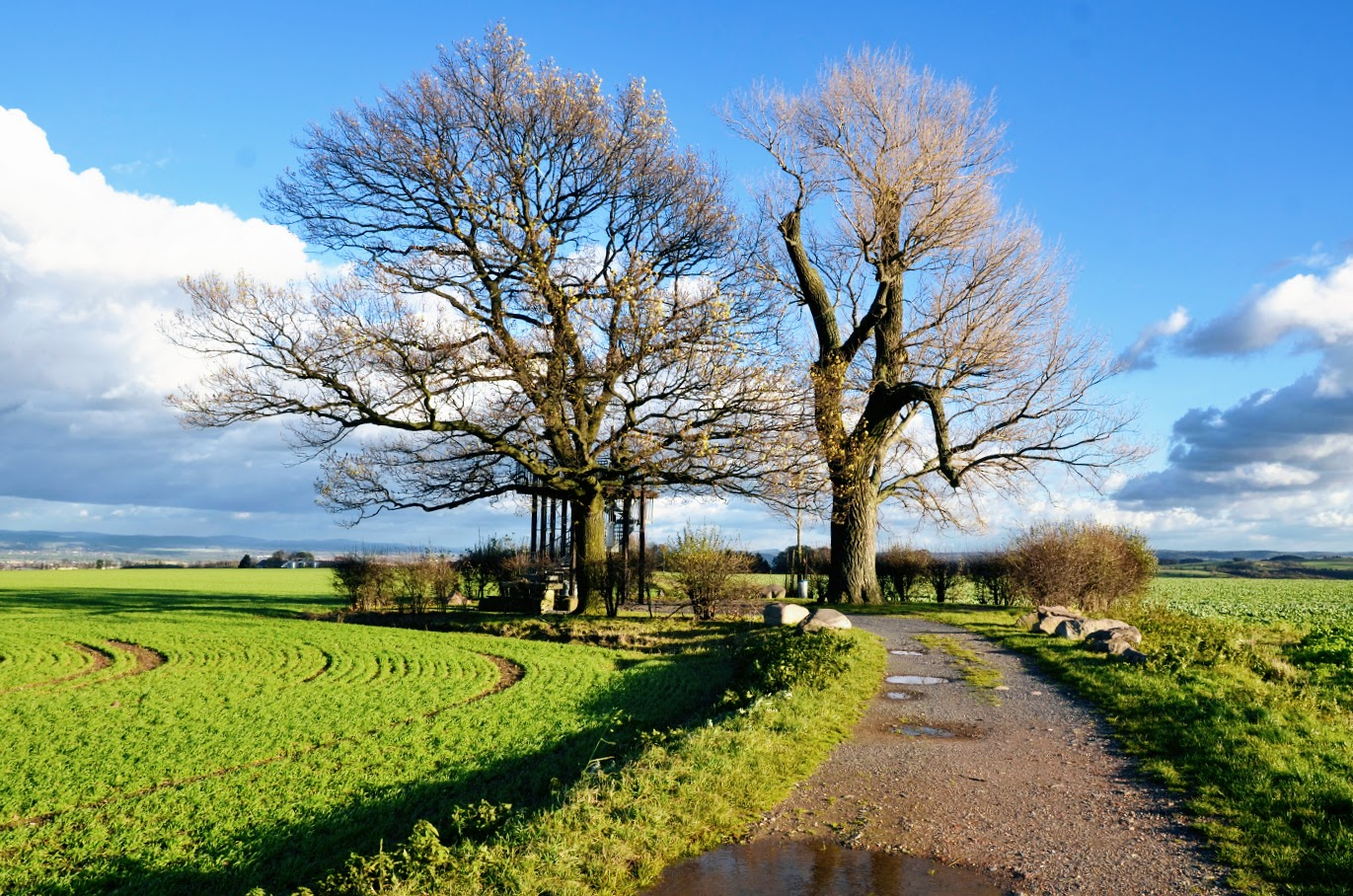
Babisnauer Pappel
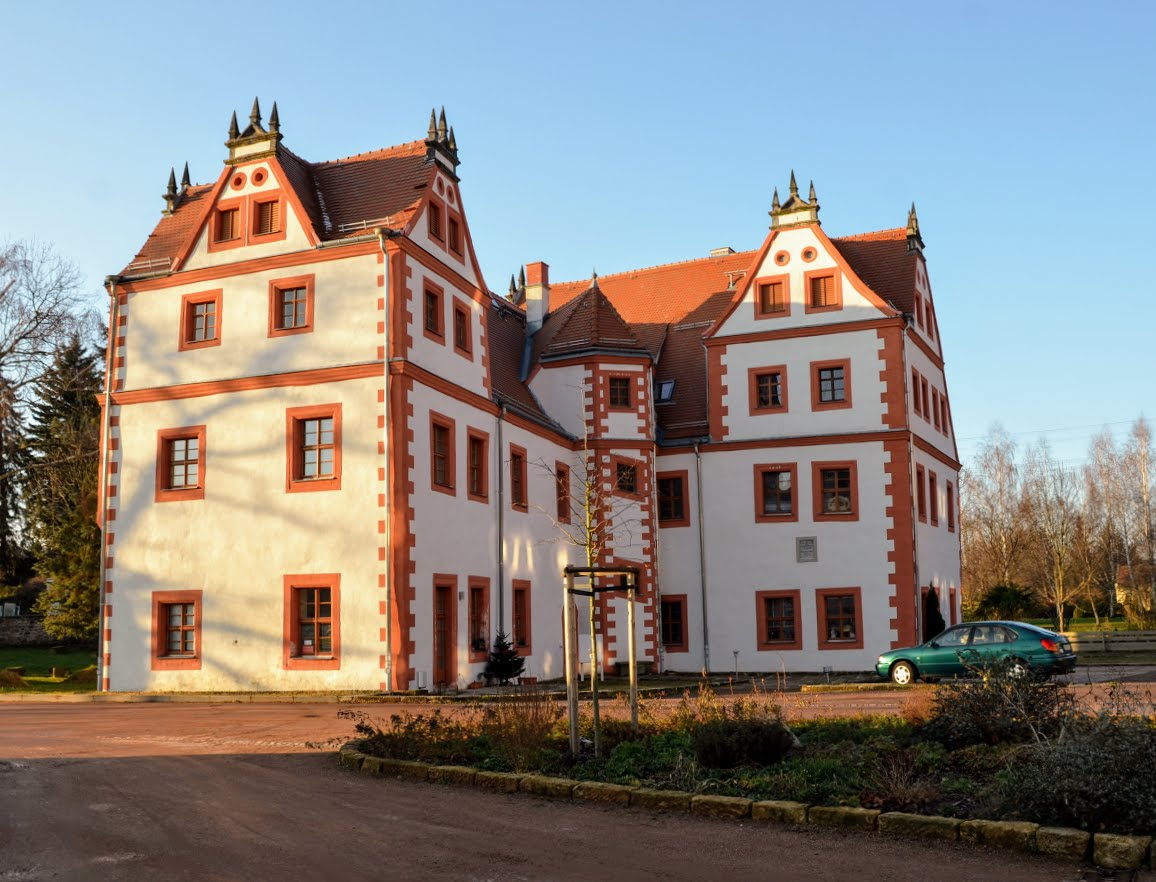
Schloss Lungkwitz
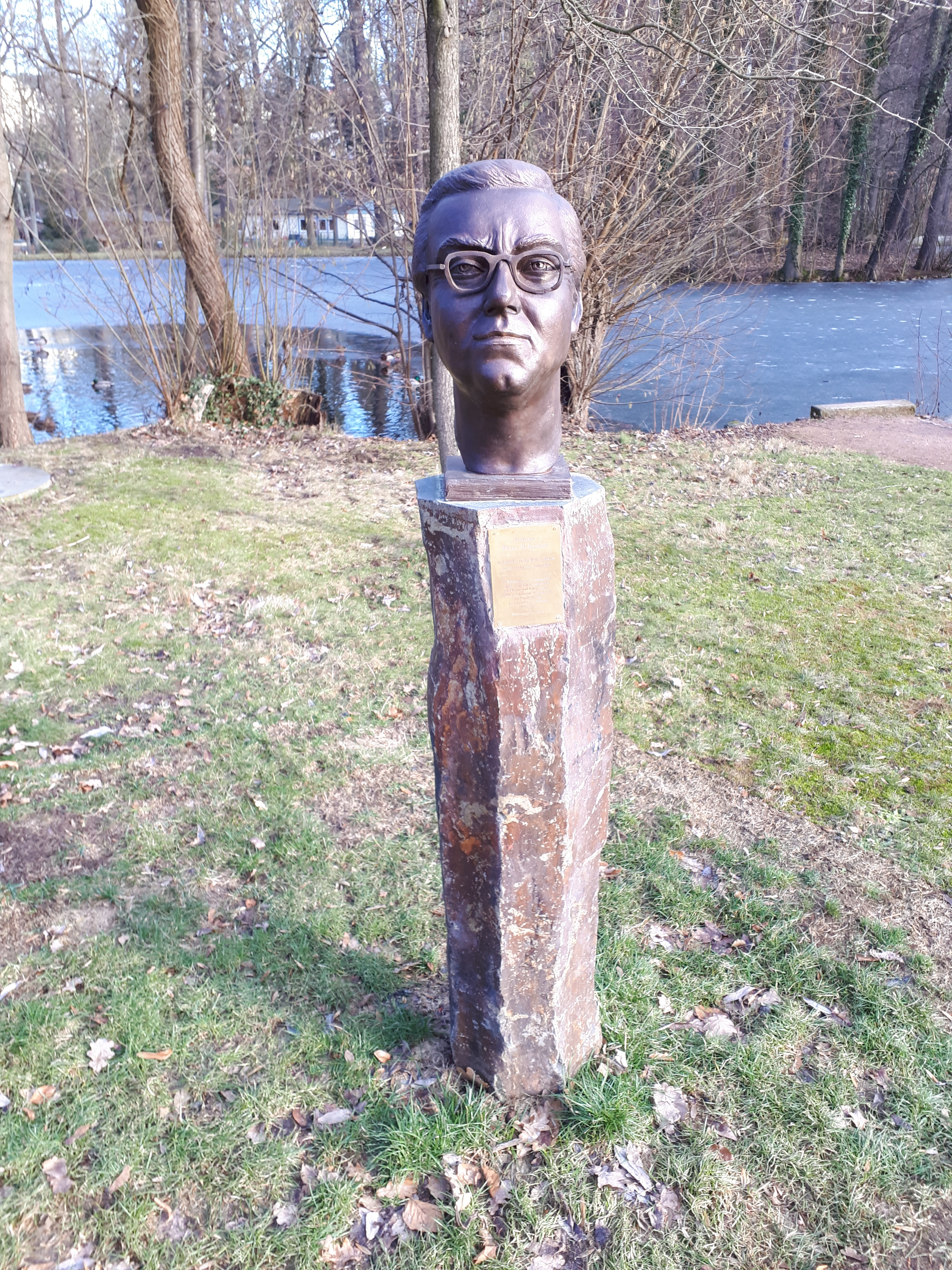
Peter-Schreier-Büste im Kurpark
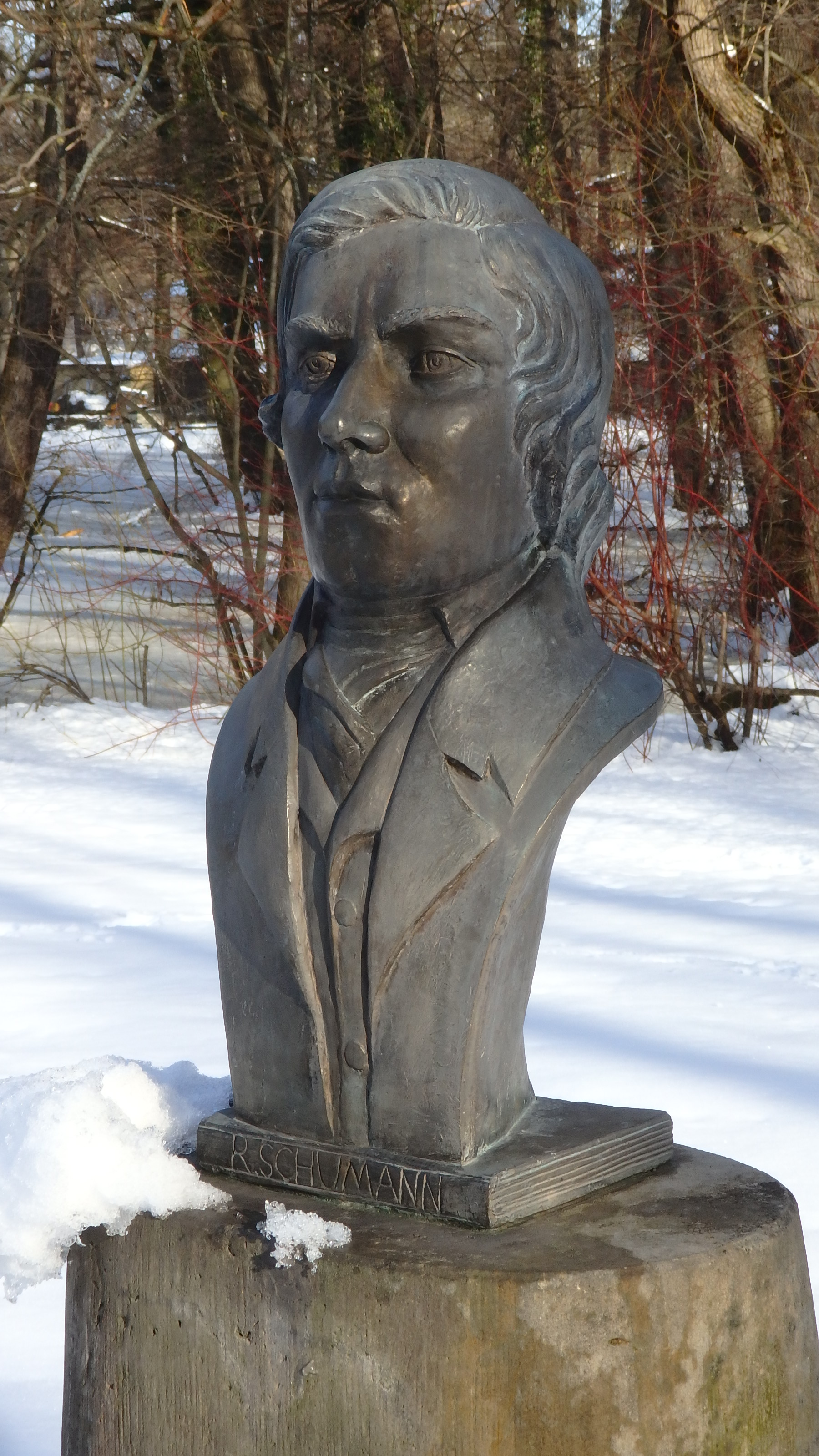
Robert-Schumann-Büste im Kurpark

## Sport
Weltbekannt wurde Kreischa durch sein 1992 gegründetes Institut für Dopinganalytik und Sportchemie Kreischa.
Bereits während der DDR war Kreischa nationales Zentrum für Sportchemie. 1990 wird die Rechtsträgerschaft auf die Gemeinde Kreischa übertragen. Mit Inkrafttreten des deutschen Einigungsvertrages wurde der Sportmedizinische Dienst aufgelöst. Am 4. Oktober 1990 ging auf Beschluss der Gemeindevertretung das Zentralinstitut in die Klinik Bavaria über.
Das Institut firmiert nach Neuorientierung wieder als Dopingkontrolllabor, An-Institut der TU Dresden und akkreditiertes Dopingkontrolllabor der WADA. Institutsdirektor ist Detlef Thieme.

## Persönlichkeiten
- Rudolf Presl, langjähriger Geschäftsführer der Kreischaer Klinik (Die Gemeinde Kreischa verlieh ihm wegen seiner Verdienste um die Gemeinde am 12. Juli 2012 die Ehrenbürgerschaft.)[17][18]
- Rudolf Hugo Hofmann (1825–1917), Theologe und Geheimer Kirchenrat
- Eberhard Schiffel (1922–2007), Ingenieur und Hochschullehrer
- Claus Weselsky (* 1959), Gewerkschaftsführer, wuchs in Kreischa auf und lebte dort bis 1990